# Apollontempel
Ein Apollo(n)tempel ist ein dem griechischen bzw. römischen Gott Apollo(n) gewidmeter Tempel.

## Bekannte Apollontempel
- Apollontempel im Heiligtum von Abai
- Apollontempel (Ägina) auf Ägina
- Tempel des Apollon Patroos in Athen, siehe Agora (Athen)#Tempel des Apollon Patroos (14)
- Apollontempel bei Bassae (Tempel des Apollon Epikourios)
- Apollontempel auf Delos
- Apollontempel im Heiligtum von Delphi
- Apollontempel in Didyma, siehe Didyma#Apollontempel
- Apollontempel in Eretria auf Euböa (Tempel des Apollon Daphnephoros)
- Apollontempel in Hierapolis
- Apollontempel in Korinth
- Apollontempel in Kyrene
- Apollontempel in Phoinike (Tempel des Apollon Hyperteleatas)
- Apollontempel in Pompeji, siehe Pompeji#Tempel des Apollon
- Apollontempel in Riez
- Apollotempel (Palatin) in Rom auf dem Palatin
- Apollontempel in Patara, siehe Patara#Apollon-Heiligtum
- Tempel des Apollo Sosianus in Rom in der Nähe des Marcellustheaters
- Apollontempel in Side (Pamphylien)
- Apollontempel (Syrakus) in Sizilien

Neuzeitliche Apollotempel:
- Apollotempel im Schlosspark Nymphenburg
- Apollotempel (Břeclav)
- Apollontempel am Hundstalsee